# 追我吧
《追我吧》，是浙江卫视推出的一档户外竞技真人秀节目。本節目源自浙江衛視“尋找爆款”節目方案徵集第一名《追夢俱樂部》，節目舞台設置於浙江宁波东部新城金融中心，于2019年10月8日正式開始录制工作，11月8日起每週五21:00接档《各位游客请注意》播出。11月27日，《追我吧》因高以翔的意外去世暫停所有拍攝，当周原定播出的第4集也没有播出。12月5日，浙江卫视宣布永久停播《追我吧》。

## 节目形式
节目中将会分为两大对战，由“追我家族”成员挑战素人或其他艺人“追逐者”，通过时间争夺战等夺得胜利。

## 常驻嘉宾 （“追我家族”成员）
以下仅以已播出集数为准。
- 陈伟霆（第1-3集）
- 黄景瑜（第1-3集）
- 萧敬腾（第1-2集）
- 范丞丞（第1-3集）
- 钟楚曦（第1-2集）
- 宋祖儿（第1-3集）
- 吴宣仪（第3集）

## 节目内容
第一期（播出日期：2019年11月8日）
| 次序 | 追我家族       | 追逐者              | 获胜者 |
| 1    | 范丞丞         | 洪晓龙 （健体冠军） | 洪晓龙 |
| 2    | 宋祖儿         | 师炜（运动达人）    | 师炜   |
| 3    | 陈伟霆         | 伊尔盼（篮球达人）  | 陈伟霆 |
| 4    | 黄景瑜         | 沈晨（狙击手）      | 黄景瑜 |
| 5    | 萧敬腾，锺楚曦 | 涂月秀（格斗冠军）  | 涂月秀 |

第二期（播出日期：2019年11月15日）
| 次序 | 追我家族（黄队）                         | 追我家族（蓝队）                               | 追逐者                 | 获胜者 |
| 1    | 李小鹏                                   | 邹市明                                         | -                      | 李小鹏 |
| 2    | 黄景瑜， 郭跃                            | -                                              | 方斌（运动达人）       | 方斌   |
| 3    | -                                        | 陈伟霆，陈若琳                                 | 张京坤（自行车运动员） | 张京坤 |
| 4    | 萧敬腾，郭跃，魏思澄（斗腕冠军），锺楚曦 | 范丞丞，陈若琳，莫顺加（铁人三项冠军），宋祖儿 | -                      | 黃队   |

第三期（播出日期：2019年11月22日）
| 次序 | 追我家族                       | 跑男家族                    | 追逐者 | 获胜者   |
| 1    | 陈伟霆                         | 郑恺                        | 陈伟霆 | 陈伟霆   |
| 2    | 黄景瑜，范丞丞                 | 李晨，黄旭熙                | 方斌   | 方斌     |
| 3    | 吴宣仪                         | 宋雨琦                      | -      | 吴宣仪   |
| 4    | 黄景瑜，宋祖儿，陈伟霆，吴宣仪 | 黄旭熙 ，郑恺，李晨，宋雨琦 | -      | 跑男家族 |

助阵跑男家族的嘉宾林荷琴未参与追逐战。

##### 未播出节目
第四期（原定播放日期：2019年11月29日）
嘉宾：UNINE（出战成员：李汶翰、李振宁、嘉羿、胡春杨）、NEXT（出战成员：毕雯珺、李权哲、黄新淳）

## 意外
2019年11月27日，艺人高以翔在录制第9期节目过程中突然晕厥，送至醫院经抢救无效离世；另一位嘉賓李汶翰也在同一天錄影時腳踝嚴重扭傷；由于节目所带来的问题危及人身安全，该节目停止了所有拍攝。
高以翔不幸离世后，中國大陸的真人實境秀節目遭到許多網友和曾參與節目錄製的藝人紛紛在網路發文批評、質疑，其中運動、競技類節目最常傳出意外；導演兼演員徐崢在微博發文表示「節目的安全防範意識也太差了，絕對要負責任啊」。央视新闻频道《新闻周刊》、人民网、《检察日报》等重要媒体也先后以不同方式借高以翔猝死一事谴责综艺节目“娱乐至死”的错误导向。
11月29日，浙江卫视宣布停播《追我吧》，并在原定播放其第4期的时段改为播放电视剧；高以翔的粉丝向浙江卫视及该节目组提出「六大訴求」。
12月5日，浙江卫视宣布永久停播《追我吧》；浙江衛視總監林湧接受錢江晚報「小時新聞」專訪，公布當天事發經過。

## 收視率
| 中国 浙江卫视 首播收视率 |                |        |          |        |           |           |           |           |           |           |                  |
| 集數                     | 播出日期       | CSM59  | CSM59    | CSM59  | CSM全国网 | CSM全国网 | CSM全国网 | CSM16省网 | CSM16省网 | CSM16省网 | 備註             |
| 集數                     | 播出日期       | 收視率 | 收視份額 | 排名   | 收視率    | 收視份額  | 排名      | 收視率    | 收視份額  | 排名      | 備註             |
| 1                        | 2019年11月8日  | 1.595  | 7.38     | 1      | 0.53      | 3.23      | 7         | 0.312     | 2.906     | 4         |                  |
| 2                        | 2019年11月15日 | 1.3    | 7.218    | 1      | 0.47      | 3.27      | 8         | 0.457     | 3.115     | 3         |                  |
| 3                        | 2019年11月22日 | 1.218  | 5.63     | 1      | 0.43      | 2.4       | 10        | —         | —         | —         | 59城排名不含央視 |
| 平均收視                 | 平均收視       | 1.371  | 6.7426   | 不適用 | 0.476     | 2.96      | 不適用    | 0.3845    | 3.0605    | 不適用    |                  |

1. 同时段或交叉时段主要节目：
  - 湖南卫视：《嗨唱转起来》、《亲爱的·客栈3》
2. 数据由广视索福瑞提供，调查范围为四岁以上之观众。
3. 以上收视排名包括央视在内，16省網排名不含央视。
4. 资料来源：卫视这些事儿、卫视走光了
5. 排名为週五晚间所有综艺节目的排名，并不一定为同一时段。